# Max Glashoff
Max Glashoff (* 12. November 1912 in Hamburg; † 25. April 2008) war ein deutscher Buddhist und langjähriger Vorsitzender der Deutschen Buddhistischen Union.

## Leben
Nachdem Glashoff die verschiedenen Weltreligionen studiert hatte, wandte er sich 1948 dem Buddhismus zu. Am 22. August 1965 wurde er von Lama Anagarika Govinda unter dem Ordensnamen Sarvamitra in den Orden Arya Maitreya Mandala aufgenommen. Von 1960 bis 1984 war Glashoff der Vorsitzende der Deutschen Buddhistischen Union. Er vertrat diese bei den Internationalen Konferenzen der buddhistischen Weltorganisation World Fellowship of Buddhists in Kuala Lumpur 1969, Colombo 1972 sowie Bangkok 1976 und 1978.
Max Glashoff, der zeitweilig dem Vorstand der buddhistischen Weltorganisation angehörte, wurde 1984 zum Ehrenpräsidenten der Deutschen Buddhistischen Union ernannt. Glashoff verstand sich dabei nie als Vertreter eines dogmatischen Buddhismus: „Nach langer Beschäftigung mit der Lehre des Buddha bin ich zu der Überzeugung gelangt, dass ich kein „Buddhist“ bin! Ich habe mir die Empfehlungen des Erleuchteten zur Richtschnur für mein Dasein genommen, um dem selbst geschaffenen Leiden möglichst ein Ende zu bereiten.“
Glashoff war Verfasser zahlreicher Essays und anderer Schriften zu Themen des Buddhismus, von denen viele in Asien erschienen.
Max Glashoff wurde in der Familiengrabstätte auf dem Friedhof Ohlsdorf beigesetzt. Sie liegt südlich von Kapelle 2 im Planquadrat S 16.

## Werke
- Was ist Buddhismus. Hamburg 1980
- Die Lehre des Buddha: Ein Weg zu sich selber, ein Weg zu den anderen, ein Weg aus allem heraus. Hamburg: Buddhistische Gesellschaft 1996

## Einzelbelege
1. ↑  Nachruf in: Buddhistische Monatsblätter 3/2008, S. 29–33 (Memento vom 4. Mai 2014 im Internet Archive), abgerufen am 15. August 2023
2. ↑  Die biografischen Angaben in diesem Artikel folgen, soweit nicht anderes belegt: World Fellowship of Buddhists. News Bulletin Vol. 1–2, Bangkok 1964
3. ↑  Martin Baumann (Hrsg.): Helmut Klar. Zeitzeuge zur Geschichte des Buddhismus in Deutschland. Konstanz 1995, S. 85, auch erwähnt auf 15, 18, 94–96, 97, 110 (Digitalisat)
4. ↑  Friedrich Reg: 50 Jahre World Fellowship of Buddhists (WFB) 1950–2002
5. ↑  Günther Neumeyer: „Buddhismus und die Zufälle.“ In: Buddhistische Monatsblätter 1/2010, S. 5–7

| Personendaten    | Personendaten      |
| ---------------- | ------------------ |
| NAME             | Glashoff, Max      |
| KURZBESCHREIBUNG | deutscher Buddhist |
| GEBURTSDATUM     | 12. November 1912  |
| GEBURTSORT       | Hamburg            |
| STERBEDATUM      | 25. April 2008     |